# Cilo-Aufina
La Cilo-Aufina, inizialmente conosciuta come Willora è stata una squadra maschile svizzera di ciclismo su strada, attiva nel professionismo dal 1978 al 1986. I principali successi ottenuti furono la doppietta realizzata alla Liegi-Bastogne-Liegi 1981 con Josef Fuchs e Stefan Mutter, le classifiche generali del Tour de Suisse 1981 con Beat Breu e del 1984 con Urs Zimmermann, oltre a 4 tappe al Tour de France (2 nel 1982 e 2 nel 1983) e 4 al Giro d'Italia (2 nel 1981, 1 nel 1984 e 1 nel 1985).

## Cronistoria

### Annuario
| Anno | Codice | Nome                      | Cat. | Biciclette | Dirigenza                                             |
| ---- | ------ | ------------------------- | ---- | ---------- | ----------------------------------------------------- |
| 1978 | -      | Willora-Mairag-Piz Buin   | Pro  | Mairag     | Dir. sportivi: René Franceschi, Erich Grieshaber      |
| 1979 | -      | Willora-Piz Buin-Bonanza  | Pro  | Bonanza    | Dir. sportivi: René Franceschi, Erich Grieshaber      |
| 1980 | -      | Cilo-Aufina               | Pro  | Cilo       | Dir. sportivi: René Franceschi, Auguste Girard        |
| 1981 | -      | Cilo-Aufina               | Pro  | Cilo       | Dir. sportivi: Auguste Girard                         |
| 1982 | -      | Cilo-Aufina               | Pro  | Cilo       | Dir. sportivi: Auguste Girard                         |
| 1983 | -      | Cilo-Aufina               | Pro  | Cilo       | Dir. sportivi: Auguste Girard                         |
| 1984 | -      | Cilo-Aufina-Crans-Montana | Pro  | Cilo       | Dir. sportivi: Auguste Girard                         |
| 1985 | -      | Cilo-Aufina-Magniflex     | Pro  | Cilo       | Dir. sportivi: Giovanni Ciusani, Daniel Schwab        |
| 1986 | -      | Cilo-Aufina-Gemeaz Cusin  | Pro  | Cilo       | Dir. sportivi: Giovanni Ciusani, Pierre Alain Reymond |

## Palmarès

### Grandi Giri
- Giro d'Italia

Partecipazioni: 6 (1979, 1980, 1981, 1984, 1985, 1986)
Vittorie di tappa: 4
2 nel 1981: Daniel Gisiger, Beat Breu
1 nel 1984: Stefan Mutter
1 nel 1985: Hubert Seiz
Vittorie finali: 0
Altre classifiche: 0
- Tour de France

Partecipazioni: 4 (1982, 1983, 1984, 1986)
Vittorie di tappa: 4
2 nel 1982: Beat Breu (2)
2 nel 1983: Serge Demierre, Gilbert Glaus
Vittorie finali: 0
Altre classifiche: 1
Premio della Combattività: Serge Demierre (1983)
- Vuelta a España

Partecipazioni: 0

### Classiche monumento
- Liegi-Bastogne-Liegi: 1

1981: (Fuchs)